# Peter Lahnstein
Peter Lahnstein (* 11. November 1913 in Stuttgart; † 1991 ebenda) war ein deutscher Jurist und Schriftsteller. Er war von 1962 bis 1973 Präsident des Landesamts für Verfassungsschutz Baden-Württemberg.

## Leben und Wirken
Peter Lahnstein studierte nach seinem Schulbesuch in Bremen Rechtswissenschaft, vor allem an der Universität Freiburg, wo er 1983 mit einer Arbeit über die Fortentwicklung des Arbeitsrechts in den Tarifordnungen seit 1934 promovierte. Nach dem Zweiten Weltkrieg arbeitete er zunächst von 1945 bis 1953 im Landratsamt Schwäbisch Gmünd. Anschließend trat er in den Staatesdienst des Landes Baden-Württemberg ein und leitete von 1962 bis 1973 als Präsident das Landesamt für Verfassungsschutz Baden-Württemberg.
Als Autor schrieb er zahlreiche Bücher zur Kulturgeschichte und Landeskunde Baden-Württembergs sowie Biographien. Hierfür wurde ihm 1972 der Schubart-Literaturpreis der Stadt Aalen verliehen. 1984 wurde er mit der Verdienstmedaille des Landes Baden-Württemberg ausgezeichnet. Im Jahre 1988 wurde ihm ehrenhalber der Professorentitel verliehen.

## Veröffentlichungen (Auswahl)
- Schwäbische Silhouetten. Kohlhammer, Stuttgart 1962 (Neuausgabe: Herwig, Göppingen 1985, ISBN 3-9800285-7-7).
- Württemberg anno dazumal. Streifzüge in die Vergangenheit. Franckh, Stuttgart 1964 (3. Aufl. Kohlhammer, Stuttgart 1980, ISBN 3-17-005901-7).
- Bürger und Poet. Dichter aus Schwaben als Menschen ihrer Zeit. Franckh, Stuttgart 1966.
- Sechs Schwaben. Stürmer, Dichter, Streiter. Franckh, Stuttgart 1966.
- Ludwigsburg. Aus der Geschichte einer europäischen Residenz. Kohlhammer, Stuttgart 1968.
- Report einer "guten alten Zeit". Zeugnisse und Berichte 1750–1805. Kohlhammer, Stuttgart 1970 (Taschenbuchausgabe: Deutscher Taschenbuch-Verlag, München 1977, ISBN 3-423-01290-0).
- Das Leben im Barock. Zeugnisse und Berichte 1640–1740. Kohlhammer, Stuttgart 1974, ISBN 3-17-001777-2.
- Auf den Spuren von Karl V. List, München 1979, ISBN 3-471-78022-X.
- (mit Mechthild Landenberger): Das Ludwigsburger Porzellan und seine Zeit. 2. Aufl. Kohlhammer, Stuttgart 1980, ISBN 3-17-005678-6.
- Schillers Leben. List, München 1981, ISBN 3-471-78024-6 (Neuausgabe 1990, ISBN 3-471-78050-5, dieses Buch erschien 2004 in japanischer Übersetzung).
- Die unvollendete Revolution 1848–849. Badener und Württemberger in der Paulskirche. Kohlhammer, Stuttgart 1982, ISBN 3-17-007236-6.
- Schwäbisches Leben in alter Zeit. Ein Kapitel deutscher Kulturgeschichte 1580 - 1800. List, München 1983, ISBN 3-471-78028-9.
- Adelbert von Chamisso. Der Preusse aus Frankreich. List, München 1984, ISBN 3-471-78030-0.
- Eduard Mörike. Leben und Milieu eines Dichters. List, München 1986, ISBN 3-471-78035-1.
- Max Eyth. Das Schönste aus dem zeichnerischen Werk eines welterfahrenen Ingenieurs. Kohlhammer, Stuttgart 1986, ISBN 3-17-009407-6.
- Dienstbare Geister. Ein kulturgeschichtliches Lesebuch. List, München 1989, ISBN 3-471-78041-6.
- Tempus fugit. Aus acht Jahrzehnten meines Lebens. List, München 1990, ISBN 3-471-78051-3 (Autobiographie).